# 에른스트 알렉산데르손

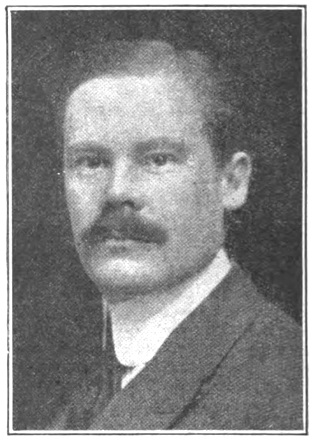

에른스트 프레데리크 베르네르 알렉산데르손(Ernst Frederick Werner Alexanderson, 1878년 1월 25일 ~ 1975년 5월 14일)은 미국에서 활동한 스웨덴의 발명가이다.
300개의 특허를 가지고 있는 발명가로 안테나 구조, 라디오 수신과 송신 시스템, 완전한 텔레비전 시스템, 그리고 1955년 컬러텔레비전 수신기를 발명하였다.